# Mikel Arteta
Pour les articles homonymes, voir Arteta.
Mikel Arteta, né le 26 mars 1982 à Saint-Sébastien (Pays basque), est un ancien footballeur espagnol, qui évoluait au poste de milieu de terrain, reconverti en entraîneur. Il entraîne le club d’Arsenal depuis le 20 décembre 2019 après avoir été adjoint de Pep Guardiola à Manchester City.

## Biographie

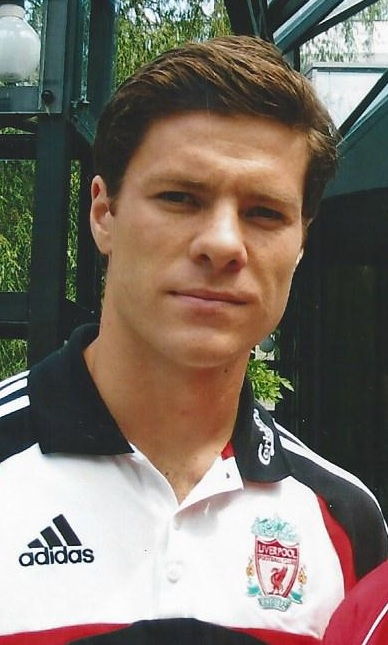
Xabi Alonso, son ami d'enfance.

### Enfance
Mikel Arteta naît à Saint-Sébastien au Pays basque. Lui et Xabi Alonso deviennent très bons amis, habitant près l'un de l'autre et évoluant tous les deux sous les couleurs d'Antiguoko, club du quartier de Antiguo, à San Sebastiàn. Les carrières des deux joueurs se séparent lorsqu'Arteta intègre La Masía et Alonso la Real Sociedad,.

### Formation au FC Barcelone (1997-2000)
Le FC Barcelone le repère à quinze ans, il partage une chambre avec Pepe Reina, Víctor Valdés, Carles Puyol et Andrés Iniesta notamment. Encouragé par ses parents, Arteta rejoint Barcelone avec Ronaldo. Il joue son premier match pour le Barça de Louis van Gaal à seize ans, lors d’une rencontre amicale à Berlin, en tant que remplaçant de Pep Guardiola. Il se retrouve alors à jouer aux côtés de Rivaldo, Luís Figo, Patrick Kluivert, Luis Enrique et toutes les superstars.
Au cours de ses trois premières années professionnelles, Arteta ne fait que 42 apparitions avec le FC Barcelone B, l'équipe réserve. Avec Pep Guardiola et d'autres milieux de terrain, plus établis devant lui, il ne parvient pas à intégrer l'équipe première et décide d'aller au Paris Saint-Germain afin de jouer la Ligue des champions.

### Débuts au haut niveau avec le PSG (2000-2002)
Son prêt au PSG sonne comme le début d'une prometteuse carrière pour le joueur. Il ne s'impose cependant pas dès la première année où il doit affronter une concurrence forte au milieu du terrain avec Ronaldinho et Jay-Jay Okocha, mais également des joueurs plus modestes comme Fabrice Abriel, Selim Benachour, Hugo Leal ou encore Vampeta. Il découvre toutefois la Ligue des champions à laquelle le club participe après sa deuxième place lors de la saison précédente. Sa seconde saison au Parc des Princes se déroule nettement mieux pour lui et il parvient à s'imposer dans l'équipe. Cette première saison réussie chez les pros lui vaut même une nomination au titre de Meilleur joueur de Ligue 1 et lui ouvre les portes du championnat écossais avec les Glasgow Rangers.

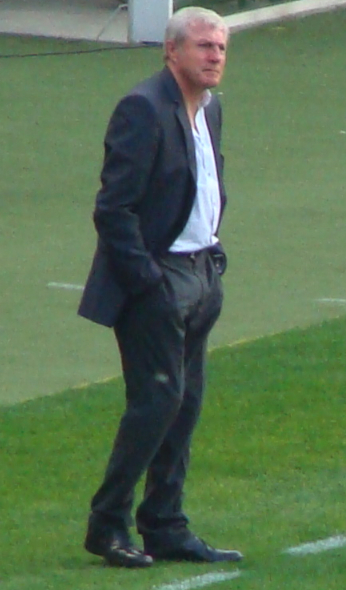
Luis Fernandez, l'homme qui le fait venir au PSG.

### Écosse et retour raté en Espagne (2002-2005)
En gros manque de liquidités, le FC Barcelone, qui détient toujours Arteta, cède son espoir aux Ecossais de Glasgow Rangers. Le PSG, qui doit également combler un important déficit financier, n'a pas les moyens de s'aligner sur la proposition d'Ibrox Park.
A Glasgow, l'Espagnol, alors âgé de 20 ans à peine, s'améliore encore, performant dans de nombreux secteurs du jeu : il relaie, relance, distribue et récupère. Il découvre aussi un autre football. Habitué aux à un jeu espagnol technique et une approche française tactique stricte, il fait maintenant la connaissance d'un jeu  britannique plus physique. Après 2 années passés en Écosse, il remporte le championnat, la Cup et la League Cup. Si ces titres s'expliquent par la moindre concurrence en Écosse où les compétitions sont surtout dominée par les Rangers et les Celtic, ils lui permettent néanmoins de retrouver la Ligue des Champions. Après cette expérience enrichissante sous les ordres du technicien écossais d'Alex McLeish, Arteta veut réaliser son rêve: réussir sur ses terres basques. Il revient donc en Espagne à la Real Sociedad, où il espère retrouver au milieu de terrain son ami d'enfance Xabi Alonso.

### Meneur de jeu d'Everton (2005-2011)

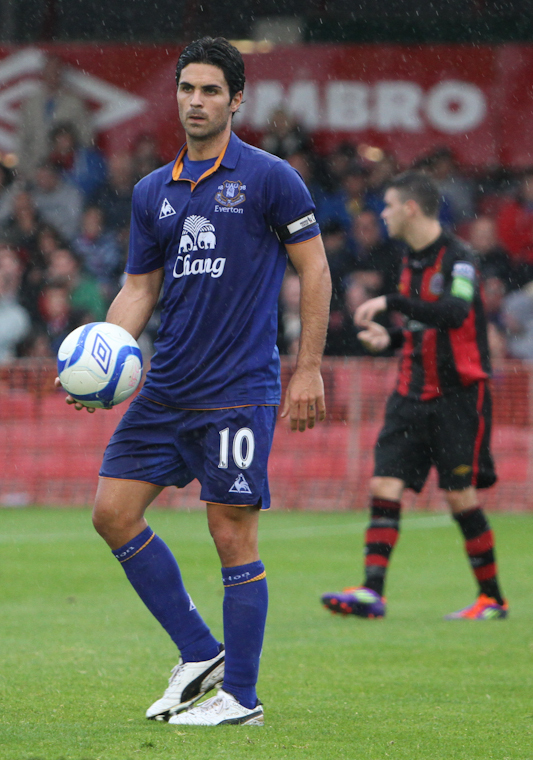
Mikel Arteta avec Everton en août 2011.

En janvier 2005, sur les conseils de son ami Xabi Alonso, Arteta regagne le Royaume-Uni et signe cette fois-ci à Everton, l’autre club de Liverpool où évolue Alonso. Il est d’abord prêté puis, après une demi-saison convaincante, il est définitivement acquis pas les Toffees pour 2,2 m₤. En Premier League, Arteta enchaîne les bonnes performances. Durant deux saisons consécutives, il est élu meilleur joueur du club par les fans, et se voit même consacré meilleur milieu de terrain du championnat 2006-2007. Pour sa première saison pleine, il inscrit neuf buts.
Les saisons 2007-2008 et 2008-2009 coïncident avec deux nouvelles participations en Coupe UEFA. Il est un élément clé d'Everton et est courtisé par tous les grands d'Espagne qui le suivent désormais à chaque inter-saison.
Alors qu’il est toujours ignoré par la sélection espagnole, une rumeur insistante le pousse en équipe nationale anglaise, puisqu’il se fait naturaliser en 2010. Mais les règlements FIFA l’interdisent, puisqu’il a été sélectionné chez les espoirs espagnols alors qu’il n’avait pas encore la double nationalité.
Mikel Arteta se blesse gravement au genou en février 2009 et rate la fin de saison puis le début de la suivante. De retour de blessure, il inscrit six buts en treize matches de championnat en 2009-2010.

### Arsenal (2011-2016)
Le 31 août 2011, le milieu espagnol signe un contrat de quatre ans en faveur d'Arsenal,. Il fait ses débuts sous le maillot des Gunners le 10 septembre suivant à l'occasion du match comptant pour la quatrième journée de Premier League face à Swansea City (victoire 1-0). Une semaine plus tard, il marque son premier but avec Arsenal face aux Blackburn Rovers. Les Londoniens s'inclinent cependant (4-3).
Le 16 avril 2012, il est victime d'une lésion aux ligaments d'une cheville lors du match comptant pour la 34e journée de Premier League face à Wigan (défaite 1-2), ce qui met fin prématurément à sa saison.
Le 17 août 2012, Arteta est nommé vice-capitaine d'Arsenal par Arsène Wenger à la suite du départ de Robin van Persie vers Manchester United. Thomas Vermaelen est, quant à lui, promu capitaine. Le 23 septembre suivant, le milieu espagnol porte le brassard de capitaine pour la première fois à la suite du forfait de Vermaelen à l'occasion de la rencontre comptant pour la 5e journée de Premier League face à Manchester City (1-1).
En fin de contrat, courtisé par la Real Sociedad, le capitaine espagnol d'Arsenal vient de prolonger d'un an, jusqu'en juin 2016.
Mikel Arteta a passé cinq ans avec les Gunners en tant que joueur entre 2011 et 2016, remportant une FA Cup avant de prendre sa retraite et de se lancer dans sa carrière d'entraîneur.

### Carrière d'entraîneur

#### Adjoint à Manchester City
Le 3 juillet 2016, il annonce via un communiqué qu'il arrête sa carrière de joueur pour se lancer dans une carrière de manager. Il intègre comme adjoint le staff de Pep Guardiola à Manchester City dès l'été 2016. Au fur et à mesure, il dirige des sessions d'entraînement avec l'aval de Pep Guardiola.

#### Arsenal FC
Le 20 décembre 2019, Arteta devient officiellement l'entraîneur de son dernier club professionnel en tant que joueur, Arsenal.
Le 1er janvier 2020, Arsenal remporte sa première victoire sous les ordres d'Arteta face à Manchester United lors d'un match maîtrisé par les Gunners (2-0). Cette première victoire intervient après deux échecs, notamment un nul et une défaite, respectivement contre Bournemouth et Chelsea.
Le 12 mars 2020, après qu'Arteta ait contracté le coronavirus, les matchs d'Arsenal sont annulés jusqu'à nouvel ordre,.
Le 1er août 2020, Arteta remporte son premier trophée en tant qu'entraîneur avec la victoire d'Arsenal en finale de la Coupe d'Angleterre face à Chelsea grâce à un doublé de Pierre-Emerick Aubameyang. Il devient la première personne à avoir gagné la Cup en tant que capitaine et entraîneur ainsi que le premier entraîneur des Gunners à remporter un titre lors de sa première saison en fonction depuis George Graham en 1986-87.
Il s'adjuge son second trophée de l'année le 29 août 2020 en remportant le Community Shield aux dépens du Liverpool FC, champion d'Angleterre, après une séance de penalty (1-1, 5-4 t.a.b).
Le 6 mai 2022, il signe une prolongation de contrat, le liant au club jusqu'en 2025.
Le 27 août 2022, pour son centième match de Premier League sur le banc des Gunners, Arsenal bat Fulham (2-1). Sur ses cent premiers matchs de championnat avec Arsenal, Arteta compte 53 victoires, 16 nuls et 31 défaites, ce qui correspond à une moyenne de 1,75 point par match. À titre de comparaison, pour ses cent premiers matchs de championnat avec Arsenal, Arsène Wenger comptait 54 victoires, 30 nuls et 16 défaites, soit une moyenne de 1,92 point par match.
Le 12 septembre 2024, il prolonge jusqu'en 2027.

### Vie privée
Le 12 mars 2020, dans un contexte de crise internationale, l'Arsenal FC annonce qu'Arteta a contracté la covid‑19. L'entraîneur explique : « Je ne me sentais pas bien, j'ai donc demandé à être testé » et affirme qu'il sera de « retour dès que j'y serai autorisé ». Les matchs des Gunners sont donc annulés jusqu'à nouvel ordre,.

## Style de jeu

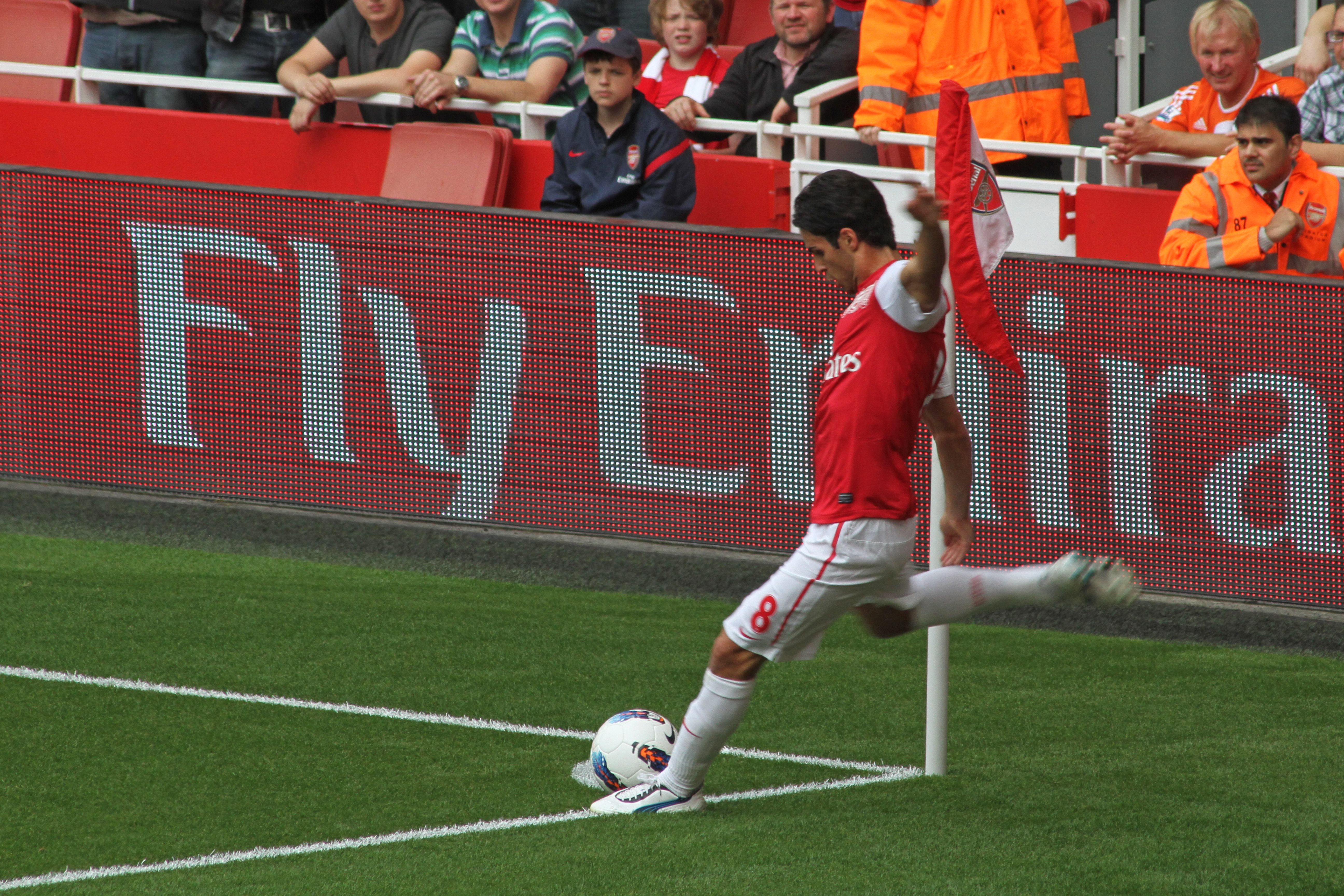
Mikel Arteta frappant un corner avec Arsenal.

Jouant dans un registre médian entre récupérateur et relayeur, Arteta est à la fois la première rampe de lancement de son équipe et celui qui colmate les brèches. Arteta se distingue plus dans l'art de la passe décisive que par ses buts, n’hésitant pas à tirer les coups de pied arrêtés.
À la fin de son contrat au FC Barcelone, on compare Arteta à Pep Guardiola. À Everton, il est considéré comme une sorte de Frank Lampard.
À Arsenal, généralement positionné en retrait d'un milieu à trois joueurs, Arteta démontre son expérience en étant un rempart efficace pour les quatre arrières tout en lançant les attaquants en balles en profondeur avec sa technique et son habileté de passe.

## Statistiques

### Statistiques en club
| Saison                | Club                       | Championnat           | Championnat | Championnat | Championnat | Coupe nationale | Coupe nationale | Coupe nationale | Coupe de la Ligue | Coupe de la Ligue | Coupe de la Ligue | Supercoupe | Supercoupe | Supercoupe | Compétition(s) continentale(s) | Compétition(s) continentale(s) | Compétition(s) continentale(s) | Compétition(s) continentale(s) | Total | Total | Total |
| Saison                | Club                       | Division              | M.          | B.          | P.d.        | M.              | B.              | P.d.            | M.                | B.                | P.d.              | M.         | B.         | P.d.       | Comp.                          | M.                             | B.                             | P.d.                           | M.    | B.    | P.d.  |
| 1999-2000             | FC Barcelone B             | 2ªB                   | 26          | 1           | -           | -               | -               | -               | -                 | -                 | -                 | -          | -          | -          | -                              | -                              | -                              | -                              | 26    | 1     | 0     |
| 2000-2001             | FC Barcelone B             | 2ªB                   | 16          | 2           | -           | -               | -               | -               | -                 | -                 | -                 | -          | -          | -          | -                              | -                              | -                              | -                              | 16    | 2     | 0     |
| Sous-total            | Sous-total                 | Sous-total            | 42          | 3           | -           | -               | -               | -               | -                 | -                 | -                 | -          | -          | -          | -                              | -                              | -                              | -                              | 42    | 3     | 0     |
| 2000-2001             | Paris Saint-Germain (prêt) | Division 1            | 6           | 1           | 0           | 1               | 0               | 0               | -                 | -                 | -                 | -          | -          | -          | C1                             | 4                              | 0                              | 0                              | 11    | 1     | 0     |
| 2001-2002             | Paris Saint-Germain (prêt) | Division 1            | 25          | 1           | 5           | 7               | 2               | 0               | -                 | -                 | -                 | -          | -          | -          | CI+C3                          | 5+5                            | 1+0                            | 0+0                            | 42    | 4     | 5     |
| Sous-total            | Sous-total                 | Sous-total            | 31          | 2           | 5           | 8               | 2               | 0               | -                 | -                 | -                 | -          | -          | -          | -                              | 14                             | 1                              | 0                              | 53    | 5     | 5     |
| 2002-2003             | Glasgow Rangers            | Scottish PL           | 27          | 4           | 10          | 3               | 1               | 0               | 4                 | 0                 | 0                 | -          | -          | -          | C1                             | 1                              | 0                              | 0                              | 35    | 5     | 10    |
| 2003-2004             | Glasgow Rangers            | Scottish PL           | 23          | 8           | 5           | 1               | 0               | 0               | 3                 | 0                 | 0                 | -          | -          | -          | C1                             | 6                              | 1                              | 0                              | 33    | 9     | 5     |
| Sous-total            | Sous-total                 | Sous-total            | 50          | 12          | 15          | 4               | 1               | 0               | 7                 | 0                 | 0                 | -          | -          | -          | -                              | 7                              | 1                              | 0                              | 68    | 14    | 15    |
| 2004-2005             | Real Sociedad              | Liga                  | 15          | 1           | 0           | 2               | 0               | 1               | -                 | -                 | -                 | -          | -          | -          | -                              | -                              | -                              | -                              | 17    | 1     | 1     |
| Sous-total            | Sous-total                 | Sous-total            | 15          | 1           | 0           | 2               | 0               | 1               | -                 | -                 | -                 | -          | -          | -          | -                              | -                              | -                              | -                              | 17    | 1     | 1     |
| 2004-2005             | Everton FC (prêt)          | Premier League        | 12          | 1           | 3           | 1               | 0               | 0               | 0                 | 0                 | 0                 | -          | -          | -          | -                              | -                              | -                              | -                              | 13    | 1     | 3     |
| 2005-2006             | Everton FC                 | Premier League        | 29          | 1           | 7           | 5               | 1               | 0               | 0                 | 0                 | 0                 | -          | -          | -          | C1+C3                          | 2+1                            | 1+0                            | 0+0                            | 37    | 3     | 7     |
| 2006-2007             | Everton FC                 | Premier League        | 35          | 9           | 13          | 2               | 0               | 1               | 2                 | 0                 | 0                 | -          | -          | -          | -                              | -                              | -                              | -                              | 39    | 9     | 14    |
| 2007-2008             | Everton FC                 | Premier League        | 28          | 1           | 7           | 0               | 0               | 0               | 2                 | 0                 | 0                 | -          | -          | -          | C3                             | 7                              | 3                              | 0                              | 37    | 4     | 7     |
| 2008-2009             | Everton FC                 | Premier League        | 26          | 6           | 6           | 3               | 1               | 0               | 0                 | 0                 | 0                 | -          | -          | -          | C3                             | 2                              | 0                              | 0                              | 31    | 7     | 6     |
| 2009-2010             | Everton FC                 | Premier League        | 13          | 6           | 1           | 1               | 0               | 0               | 0                 | 0                 | 0                 | -          | -          | -          | C3                             | 2                              | 0                              | 0                              | 16    | 6     | 1     |
| 2010-2011             | Everton FC                 | Premier League        | 29          | 3           | 5           | 3               | 0               | 0               | 1                 | 0                 | 0                 | -          | -          | -          | -                              | -                              | -                              | -                              | 33    | 3     | 5     |
| 2011                  | Everton FC                 | Premier League        | 2           | 1           | 0           | -               | -               | -               | 1                 | 1                 | 0                 | -          | -          | -          | -                              | -                              | -                              | -                              | 3     | 2     | 0     |
| Sous-total            | Sous-total                 | Sous-total            | 174         | 28          | 42          | 15              | 2               | 1               | 6                 | 1                 | 0                 | -          | -          | -          | -                              | 14                             | 4                              | 0                              | 209   | 35    | 43    |
| 2011-2012             | Arsenal FC                 | Premier League        | 29          | 6           | 2           | 3               | 0               | 0               | 0                 | 0                 | 0                 | -          | -          | -          | C1                             | 6                              | 0                              | 0                              | 38    | 6     | 2     |
| 2012-2013             | Arsenal FC                 | Premier League        | 34          | 6           | 3           | 2               | 0               | 1               | 0                 | 0                 | 0                 | -          | -          | -          | C1                             | 7                              | 0                              | 1                              | 43    | 6     | 5     |
| 2013-2014             | Arsenal FC                 | Premier League        | 31          | 2           | 0           | 5               | 1               | 0               | 1                 | 0                 | 0                 | -          | -          | -          | C1                             | 6                              | 0                              | 0                              | 43    | 3     | 0     |
| 2014-2015             | Arsenal FC                 | Premier League        | 7           | 0           | 1           | -               | -               | -               | -                 | -                 | -                 | 1          | 0          | 0          | C1                             | 4                              | 1                              | 0                              | 12    | 1     | 1     |
| 2015-2016             | Arsenal FC                 | Premier League        | 9           | 0           | 0           | -               | -               | -               | 3                 | 0                 | 0                 | 1          | 0          | 0          | C1                             | 1                              | 0                              | 0                              | 14    | 0     | 0     |
| Sous-total            | Sous-total                 | Sous-total            | 110         | 14          | 6           | 10              | 1               | 1               | 4                 | 0                 | 0                 | 2          | 0          | 0          | -                              | 24                             | 1                              | 1                              | 150   | 16    | 8     |
| Total sur la carrière | Total sur la carrière      | Total sur la carrière | 422         | 60          | 68          | 39              | 6               | 3               | 17                | 1                 | 0                 | 2          | 0          | 0          | -                              | 69                             | 7                              | 1                              | 549   | 74    | 72    |

### Statistiques d'entraîneur
Ce tableau présente les statistiques d'entraîneur de Mikel Arteta (au 22 novembre 2020).
| Statistiques par saison d'entraîneur de Mikel Arteta | Statistiques par saison d'entraîneur de Mikel Arteta | Statistiques par saison d'entraîneur de Mikel Arteta | Statistiques par saison d'entraîneur de Mikel Arteta | Statistiques par saison d'entraîneur de Mikel Arteta | Statistiques par saison d'entraîneur de Mikel Arteta | Statistiques par saison d'entraîneur de Mikel Arteta | Statistiques par saison d'entraîneur de Mikel Arteta | Statistiques par saison d'entraîneur de Mikel Arteta | Statistiques par saison d'entraîneur de Mikel Arteta | Statistiques par saison d'entraîneur de Mikel Arteta | Statistiques par saison d'entraîneur de Mikel Arteta | Statistiques par saison d'entraîneur de Mikel Arteta | Statistiques par saison d'entraîneur de Mikel Arteta | Statistiques par saison d'entraîneur de Mikel Arteta | Statistiques par saison d'entraîneur de Mikel Arteta | Statistiques par saison d'entraîneur de Mikel Arteta | Statistiques par saison d'entraîneur de Mikel Arteta | Statistiques par saison d'entraîneur de Mikel Arteta | Statistiques par saison d'entraîneur de Mikel Arteta | Statistiques par saison d'entraîneur de Mikel Arteta | Statistiques par saison d'entraîneur de Mikel Arteta | Statistiques par saison d'entraîneur de Mikel Arteta | Statistiques par saison d'entraîneur de Mikel Arteta | Statistiques par saison d'entraîneur de Mikel Arteta | Statistiques par saison d'entraîneur de Mikel Arteta | Statistiques par saison d'entraîneur de Mikel Arteta | Statistiques par saison d'entraîneur de Mikel Arteta | Statistiques par saison d'entraîneur de Mikel Arteta | Statistiques par saison d'entraîneur de Mikel Arteta | Statistiques par saison d'entraîneur de Mikel Arteta | Statistiques par saison d'entraîneur de Mikel Arteta |
| Saison                                               | Équipe                                               | Championnat                                          | Championnat                                          | Championnat                                          | Championnat                                          | Championnat                                          | Championnat                                          | Coupes nationales                                    | Coupes nationales                                    | Coupes nationales                                    | Coupes nationales                                    | Coupes nationales                                    | Coupes nationales                                    | Coupes continentales                                 | Coupes continentales                                 | Coupes continentales                                 | Coupes continentales                                 | Coupes continentales                                 | Coupes continentales                                 | Autres                                               | Autres                                               | Autres                                               | Autres                                               | Autres                                               | Autres                                               | Total                                                | Total                                                | Total                                                | Total                                                | % V                                                  |                                                      |
| Saison                                               | Équipe                                               | Comp                                                 | Pos                                                  | M                                                    | V                                                    | N                                                    | P                                                    | Comp                                                 | M                                                    | V                                                    | N                                                    | P                                                    | Tour                                                 | Comp                                                 | M                                                    | V                                                    | N                                                    | P                                                    | Tour                                                 | Comp                                                 | M                                                    | V                                                    | N                                                    | P                                                    | Tour                                                 | M                                                    | V                                                    | N                                                    | P                                                    | %                                                    |                                                      |
| ---------------------------------------------------- | ---------------------------------------------------- | ---------------------------------------------------- | ---------------------------------------------------- | ---------------------------------------------------- | ---------------------------------------------------- | ---------------------------------------------------- | ---------------------------------------------------- | ---------------------------------------------------- | ---------------------------------------------------- | ---------------------------------------------------- | ---------------------------------------------------- | ---------------------------------------------------- | ---------------------------------------------------- | ---------------------------------------------------- | ---------------------------------------------------- | ---------------------------------------------------- | ---------------------------------------------------- | ---------------------------------------------------- | ---------------------------------------------------- | ---------------------------------------------------- | ---------------------------------------------------- | ---------------------------------------------------- | ---------------------------------------------------- | ---------------------------------------------------- | ---------------------------------------------------- | ---------------------------------------------------- | ---------------------------------------------------- | ---------------------------------------------------- | ---------------------------------------------------- | ---------------------------------------------------- | ---------------------------------------------------- |
| 2019-2020                                            | Arsenal FC                                           | D1                                                   | 8e                                                   | 20                                                   | 9                                                    | 6                                                    | 5                                                    | FA                                                   | 6                                                    | 6                                                    | 0                                                    | 0                                                    | Vainqueur                                            | C3                                                   | 2                                                    | 1                                                    | 0                                                    | 1                                                    | 1/16e f                                              | -                                                    | -                                                    | -                                                    | -                                                    | -                                                    | -                                                    | 28                                                   | 16                                                   | 6                                                    | 6                                                    | 57,14 %                                              |                                                      |
| 2020-2021                                            | Arsenal FC                                           | D1                                                   |                                                      | 9                                                    | 4                                                    | 1                                                    | 4                                                    | FA+CL                                                | 0+2                                                  | 0+2                                                  | 0+0                                                  | 0+0                                                  |                                                      | C3                                                   | 3                                                    | 3                                                    | 0                                                    | 0                                                    |                                                      | CS                                                   | 1                                                    | 1                                                    | 0                                                    | 0                                                    | Vainqueur                                            | 15                                                   | 10                                                   | 1                                                    | 4                                                    | 66,67 %                                              |                                                      |
| Total                                                | Total                                                | Total                                                | Total                                                | 29                                                   | 13                                                   | 7                                                    | 9                                                    | -                                                    | 8                                                    | 8                                                    | 0                                                    | 0                                                    | -                                                    | -                                                    | 5                                                    | 4                                                    | 0                                                    | 1                                                    | -                                                    | -                                                    | 1                                                    | 1                                                    | 0                                                    | 0                                                    | -                                                    | 43                                                   | 26                                                   | 7                                                    | 10                                                   | 60,47 %                                              |                                                      |
| Total carrière                                       | Total carrière                                       | Total carrière                                       | Total carrière                                       | 29                                                   | 13                                                   | 7                                                    | 9                                                    | -                                                    | 8                                                    | 8                                                    | 0                                                    | 0                                                    | -                                                    | -                                                    | 5                                                    | 4                                                    | 0                                                    | 1                                                    | -                                                    | -                                                    | 1                                                    | 1                                                    | 0                                                    | 0                                                    | -                                                    | 43                                                   | 26                                                   | 7                                                    | 10                                                   | 60,47 %                                              |                                                      |

## Palmarès en tant que joueur

### En club
Rangers FC
- Champion d'Écosse en 2003
- Vainqueur de la Coupe d'Écosse en 2003
- Vainqueur de la Coupe de la Ligue écossaise en 2003

 Arsenal FC
- Vainqueur de la Coupe d'Angleterre en 2014
- Vainqueur du Community Shield en 2014 et 2015

### En sélection
Espagne -16 ans
- Vainqueur du championnat d'Europe des moins de 16 ans en 1999
- Vainqueur de la Coupe Méridien en 1999

## Palmarès d'entraîneur
| Arsenal FC (3) |
| --- |
| - Coupe d'Angleterre - Vainqueur en 2020 - Community Shield - Vainqueur en 2020 et 2023 - Premier League - Vice Champion en 2023, 2024 et 2025 |

## Distinctions individuelles
Everton
- Élu meilleur joueur d'Everton en 2006 et 2007

 Paris Saint-Germain
- Nommé dans l'équipe-type de Division 1 en 2002 aux Oscars du football.